# China (voleibol)
No voleibol, China é uma jogada de ataque quase exclusiva do vôlei feminino, em que a atacante (normalmente a central) finta a marcação adversária com o movimento de pernas, fingindo correr para o meio e seguindo para as costas de sua levantadora. A atleta salta com apenas uma das pernas para alcançar a bola, na saída da rede, num movimento em que ela salta como se estivesse indo para fora da quadra.
A jogada China é quase que exclusivamente só utilizada pelo vôlei feminino, porque é um ataque rápido e baixo. Como no voleibol masculino atual as bolas são rápidas, fortes e altas, esta jogada é pouco utilizada.
A jogada recebeu esse nome por ter sido a marca registrada da Seleção Chinesa de Voleibol Feminino do início dos anos 1980.